# Michael Rocque
Michael E. Rocque (ur. w 1899,  zm. 1 grudnia 1965 w Jabalpurze) – indyjski hokeista na trawie. Złoty medalista olimpijski z Amsterdamu.
Zawody w 1928 były jego jedynymi igrzyskami olimpijskimi. W turnieju wystąpił w pięciu spotkaniach.